# Bernd Grau

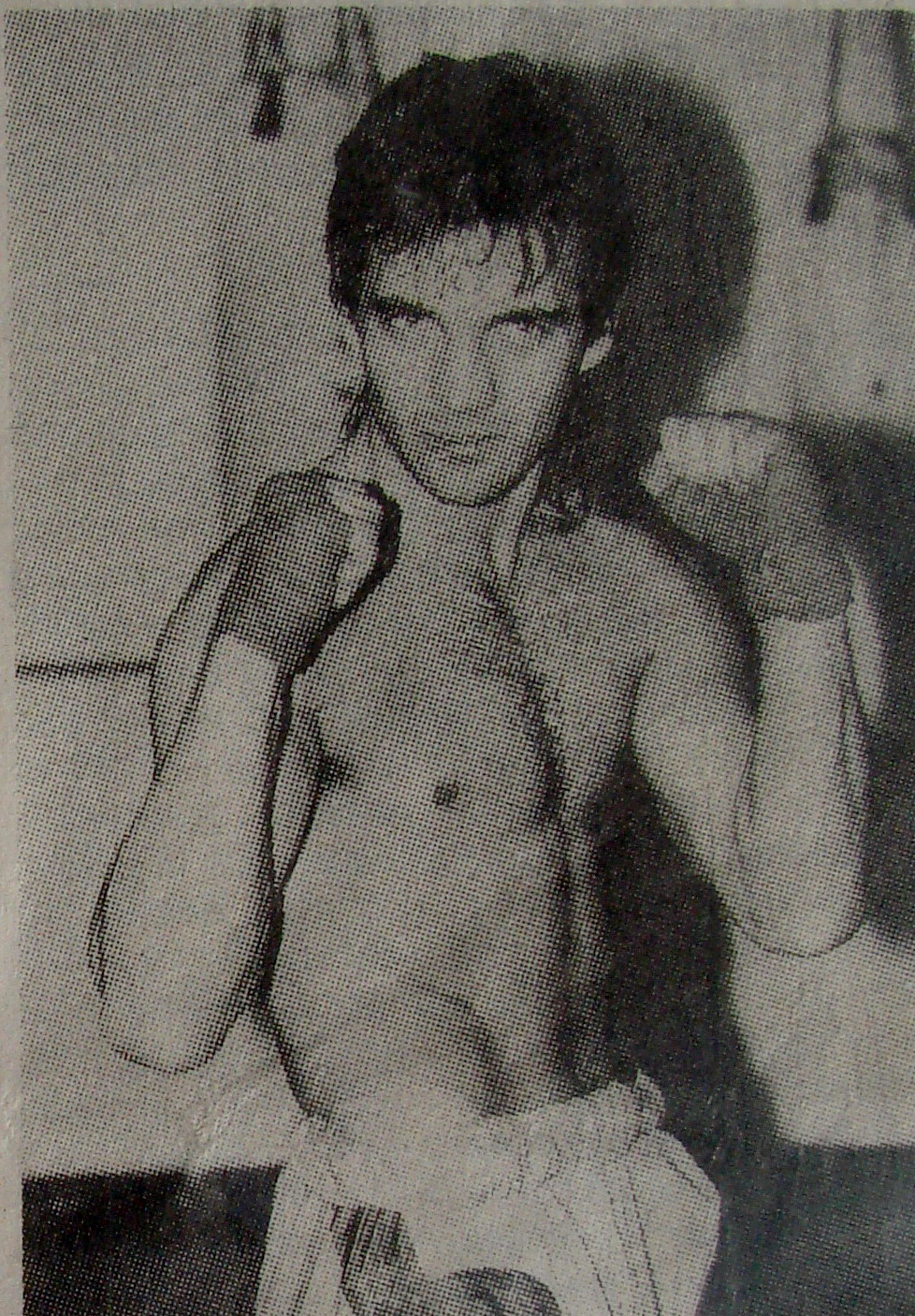
Bernd Grau

Bernd Grau (* 14. Dezember 1960 in Lichtenfels) ist ein ehemaliger deutscher Kickboxer. Er war 1989 deutscher Meister im Amateur-Kickboxing (DBO), von 1990 bis 1992 fünfmal deutscher Meister im Profi-Kickboxing (WKA), 1991 Europameister im Kickboxen mit Lowkick (WKA), und ist heute Trainer des Kampf-Sport-Team-Lichtenfels e.V.

## Erfolge als Sportler und Trainer
1989 wurde Grau Deutscher Meister im Amateur-Kickboxing der DBO in der Gewichtsklasse bis 71 kg. Bei der WKA wurde er Deutscher Meister im selben Jahr  bis 72,5 kg sowie 1990 und 1991 bis 70 kg. Seinen größten sportlichen Erfolg feierte Grau im Dezember 1991, als er Europameister der WKA im Kickboxing mit Lowkick bis 70 kg wurde.
In den Jahren 1990 bis 1996 leitete er zusammen mit Thomas Pohl das Kampfsportstudio Golden Glove in Lichtenfels, in dem er als Trainer arbeitete. Er führte fünf seiner Schützlinge zum deutschen Titel, zehn seiner Sportler brachte er in der deutschen Rangliste der WKA unter die ersten 10 Plätze.

### Kampf-Sport-Team-Lichtenfels
Am 19. Januar 2014 gründete er, gemeinsam mit weiteren Personen, das Kampfsport-Team-Lichtenfels (KST-LIF).

## Aktivismus gegen Corona-Maßnahmen
Im Zuge der COVID-19-Pandemie in Deutschland trat Grau gemeinsam mit Lokalpolitikern der Alternative für Deutschland mehrmals als Organisator von Protesten gegen die Maßnahmen der Bundesregierung in Erscheinung. Im Zuge der Proteste kam es zu Bedrohungen gegenüber Journalisten. Des Weiteren musste sich ein bei den Protesten eingesetzter Ordner für die Verwendung von Kennzeichen verfassungswidriger Organisationen verantworten. Im September 2021 versuchten rund 20 Demonstranten, zu denen auch Bernd Grau gehörte, eine Stadtratssitzung der Stadt Lichtenfels zu stören.